# Parmossa
La Parmossa è un torrente dell'Italia settentrionale, lungo 15 km, affluente di destra del torrente Parma. Si sviluppa per intero all'interno della provincia di Parma, nella zona del medio-alto appennino, in Emilia-Romagna.

## Corso del torrente
La Parmossa nasce dal Corno di Caneto ad una quota di circa 1200 m.s.l.m, in una zona dove si alternano boschi e prati. Perdendo di quota in direzione nord riceve i contributi di varie sorgenti presso Pian della Giara, nella località di Schia, provenienti dalle pendici nord-orientali del Monte Caio.
Fra questi primi affluenti provenienti dal Caio spiccano il rio degli Armandelli e Maistrado. Lasciatasi ad est la località sciistica di Schia, la Parmossa prende a scorrere in una valle boscata ricevendo in sinistra il rio Sasanella,quindi lasciatesi ad ovest Musiara Superiore e Musiara Inferiore, bagnata dal rio del Groppadetto, successivo affluente di sinistra, la Parmossa riceve il primo contributo da destra, dal rio delle Ore. 
Scorrendo in direzione nord est in una valle nella quale il coltivo ha preso il posto del bosco, il letto della Parmossa si fa più ampio e ciottoloso, riceve quindi il rio Doneghini, di Prato Saliceti e di Cisone in sinistra e il rio delle Salde, delle Arvinelle e Roncadone in destra.
Dopo l'ultima confluenza la Parmossa si dirige verso nord, nord ovest, fino a confluire nel torrente Parma presso la località di Capoponte, frazione di Tizzano Val Parma.

## Storia
L'idronimo è documentato fin dal XVI secolo.

## Regime idrologico
La Parmossa presenta il regime idrologico tipico dei torrenti del tratto dell'alto appennino, con accentuate magre estive e piene autunnali. La sua portata media di 1,12 m³/s mentre il bacino idrografico è di  55 km². 